# Чуваш-Кубовский сельсовет
Чуваш-Кубовский сельсовет — муниципальное образование в Иглинском районе Башкортостана.

## История
Согласно «Закону о границах, статусе и административных центрах муниципальных образований в Республике Башкортостан» имеет статус сельского поселения.

## Население
| 2002  | 2009  | 2010  | 2012  | 2013  | 2014  | 2015  |
| ----- | ----- | ----- | ----- | ----- | ----- | ----- |
| 2421  | ↗2755 | ↗2853 | ↗2923 | ↗3005 | ↗3092 | ↗3180 |
| 2016  | 2017  | 2018  |       |       |       |       |
| ↗3197 | ↗3302 | ↗3393 |       |       |       |       |

## Состав сельского поселения
| № | Населённый пункт | Тип населённого пункта       | Население |
| - | ---------------- | ---------------------------- | --------- |
| 1 | Чуваш-Кубово     | село, административный центр | ↘1602     |
| 2 | Старокубово      | село                         | ↗639      |
| 3 | Новокубово       | село                         | ↗283      |
| 4 | Куршаки          | деревня                      | ↘219      |
| 5 | Песчано-Лобово   | деревня                      | ↗110      |